# لاري روزنبرغ
لاري روزنبرغ (بالإنجليزية: Larry Rosenberg)‏ هو عالم نفس أمريكي، ولد في 7 ديسمبر 1932.